# Selo pri Zagorju
Selo pri Zagorju este o localitate din comuna Zagorje ob Savi, Slovenia, cu o populație de 324 de locuitori.